# Gunnar Michaelsen
Gunnar Michaelsen (Vanlose, 1921. november 5. – ?) dán nemzetközi labdarúgó-játékvezető.

## Pályafutása

### Nemzetközi játékvezetés
A Dán labdarúgó-szövetség Játékvezető Bizottsága (JB) 1963-ban terjesztette fel nemzetközi játékvezetőnek, a Nemzetközi Labdarúgó-szövetség (FIFA) bíróinak keretébe. Több nemzetek közötti válogatott és klubmérkőzést vezetett vagy partbíróként tevékenykedett. A dán nemzetközi játékvezetők rangsorában, a világbajnokság-Európa-bajnokság sorrendjében többedmagával a 18. helyet foglalja el 2 találkozó szolgálatával. Az aktív nemzetközi játékvezetéstől 1971-ben búcsúzott.

#### Világbajnokság
A világbajnokság döntőjéhez vezető úton Mexikóba a IX., az 1970-es labdarúgó-világbajnokságra a FIFA JB bíróként alkalmazta.
| Időpont           | Helyszín                   | Mérkőzés típusa           | Mérkőzés           | Eredmény | Nézők száma |
| ----------------- | -------------------------- | ------------------------- | ------------------ | -------- | ----------- |
| 1969. október 22. | De Kuip Stadion, Rotterdam | előselejtező (8. csoport) | Hollandia–Bulgária | 1 : 1    | 63 304      |

#### Európa-bajnokság
Az európai-labdarúgó torna döntőjéhez vezető úton Belgiumba a IV., az 1972-es labdarúgó-Európa-bajnokságra az UEFA JB játékvezetőként foglalkoztatta.
| Időpont           | Helyszín                | Mérkőzés típusa           | Mérkőzés    | Eredmény | Nézők száma |
| ----------------- | ----------------------- | ------------------------- | ----------- | -------- | ----------- |
| 1971. április 21. | Allmend Stadion, Luzern | előselejtező (3. csoport) | Svájc–Málta | 5 : 0    | 16 470      |